# Henri Flammarion
Pour les articles homonymes, voir Flammarion.
 (juin 2010).
Si vous disposez d'ouvrages ou d'articles de référence ou si vous connaissez des sites web de qualité traitant du thème abordé ici, merci de compléter l'article en donnant les références utiles à sa vérifiabilité et en les liant à la section « Notes et références ».
Henri Flammarion est un éditeur français né le 1er avril 1910 à Paris 6e et mort le 19 août 1985 à Paris 7e.

## Biographie
Il est le petit-fils d'Ernest Flammarion, fondateur de la maison Flammarion, et le fils de Charles Flammarion qui dirigea cette maison de 1936 à 1967.
Henri dirigea Flammarion de 1967 à 1982.
Il était le père de Charles-Henri Flammarion, qui fut le dernier à présider la maison d'édition familiale avant sa reprise par RCS MediaGroup, d'Alain Flammarion, vice-président du Groupe Flammarion à partir de 2003, et de Jean-Noël Flammarion qui fut responsable de Flammarion 4 (librairies d'art).
Il est inhumé au cimetière du Montparnasse (division 18).

## Décorations
- Chevalier de l'ordre des Arts et des Lettres (1957)[2]